# Allodonta leucodera
Allodonta leucodera är en fjärilsart som beskrevs av Otto Staudinger 1892. Allodonta leucodera ingår i släktet Allodonta och familjen tandspinnare. Inga underarter finns listade i Catalogue of Life.